# Marco Hosemann
Marco Alexander Hosemann (* 1985 in Nordhorn) ist ein deutscher Politiker (Die Linke), seit Juni 2024 Mitglied der Bezirksversammlung Hamburg-Nord und zudem seit März 2025 Mitglied der Hamburgischen Bürgerschaft.

## Werdegang
Marco Hosemann studierte nach einer Ausbildung zum Tischler Architektur in Hamburg und Paris. Während seiner Studienzeit an der HafenCity Universität Hamburg war er als studentische Hilfskraft im Denkmalschutzamt Hamburg tätig. Ab 2012 folgten Aktivitäten u. a. als Stadtführer, Bildungsreferent, freier Autor und Buchautor mit den Schwerpunktthemen Stadt- und Baukultur.
Politisiert wurde er – laut Eigenangaben – durch die politische Bewegung „Recht auf Stadt“ in Hamburg. Erste größere Bekanntheit durch Öffentlichkeitsveranstaltungen und Medienarbeit erreichte Hosemann ab 2017 als Mitbegründer und Sprecher der Initiative „City-Hof e. V.“, die sich gemeinsam mit Volkwin Marg während der Diskussion um den Abriss von dem in Hamburg-Mitte unter Denkmalschutz stehenden City-Hof engagierte. Außerdem ist Hosemann seit 2015 an den Vorbereitungen der „MIETENmove“-Demonstrationen beteiligt, aktives Mitglied der Initiative Hamburg Enteignet und weiterer Aktionsgruppen.

## Politische Karriere
2018 ist Hosemann in die Partei Die Linke eingetreten. Er ist Co-Sprecher von deren Landesarbeitsgemeinschaft Stadtentwicklung und Wohnen (LSW) und sitzt für die Linksfraktion Hamburg-Nord im Stadtentwicklungsausschuss. Um das Jahr 2021 war er eine Zeit lang Mitglied im Landesvorstand von Die Linke Hamburg.

### Bezirksabgeordneter
Über die Hamburger Bezirksversammlungswahlen im Juni 2024 zog Hosemann als Die Linke-Mitglied in die Bezirksversammlung vom Bezirk Hamburg-Nord ein und wurde zum Fraktionsvorsitzenden seiner Partei gewählt. Zudem ist er dort Vorsitzender des Ausschusses für Bildung, Kultur und Sport, stellvertretender Vorsitzender im Regionalausschuss Eppendorf-Winterhude und Mitglied im Unterausschuss Bau des Regionalausschusses Eppendorf-Winterhude, im Regionalausschuss Fuhlsbüttel-Ohlsdorf-Langenhorn-Alsterdorf-Groß Borstel, im Stadtentwicklungsausschuss und im Hauptausschuss (Stand: 31. März 2025).

### Bürgerschaftsabgeordneter
Zur Bürgerschaftswahl in Hamburg 2025 wurde er auf den Landeslistenplatz 22 von Die Linke gewählt, gewann jedoch bei der Wahl am 2. März mit 19.567 Wählerstimmen ein Direktmandat über die Wahlkreisliste im Wahlkreisbezirk 8, Eppendorf – Winterhude für die Hamburgische Bürgerschaft.

## Auszeichnung
2019 erhielt Hosemann gemeinsam mit Kristina Sassenscheidt – der Geschäftsführerin von dem Denkmalverein Hamburg – „als engagierte Verfechter des Erhalts des City Hofs“ den Rudolf-Lodders-Preis.

## Privates
Hosemann lebt mit seiner Frau in Hamburg-Winterhude und ist Vater zweier Kinder. In seinem Viertel ist er u. a. auch Mitglied im Vorstand vom Verein Jarrestadt-Leben e.V.

## Veröffentlichungen (Auswahl)
- Urban Art in Hamburg, Junius Verlag, Hamburg 2023, ISBN 978-3-96060-510-2.
- Winterhude & Uhlenhorstbuch, Junius Verlag, Hamburg 2016, ISBN 978-3-88506-758-0.